# Niphona albosignatipennis
Niphona albosignatipennis là một loài bọ cánh cứng trong họ Cerambycidae.